# Mario Reynaldo Cesco
Mario Reynaldo Cesco es un astrónomo argentino, descubridor de seis asteroides en sus trabajos desde el observatorio de El Leoncito, Argentina.

## Biografía
Es hijo de Carlos Ulrrico Cesco y sobrino de Reynaldo Pedro Cesco, ambos astrónomos.
El Minor Planet Center le acredita el descubrimiento de seis asteroides, efectuados entre 1974 y 1976.
| (7808) Bagould   | 5 de abril de 1976      |
| (8780) Fuerte    | 13 de junio de 1975     |
| (9515) Dubner    | 5 de septiembre de 1975 |
| (11441) Anadiego | 31 de diciembre de 1975 |